# Shichimi
Shichimi tōgarashi (giapponese: 七味唐辛子, cioè "peperoncino ai sette sapori") o semplicemente shichimi è una tradizionale miscela di spezie tipica delle cucina giapponese; fuori del Giappone è anche conosciuta come nanami tōgarashi.
Viene di solito preparata in casa e conservata al fresco.
È molto utilizzata in zuppe, tagliolini, piatti di carne bianca e diversi piatti a base di riso, quali torte di riso, agemochi e cracker di riso.

## Composizione
Come il nome suggerisce è composta di sette ingredienti; il principale dei quali è un tipo di peperoncino rosso chiamato togarashi, al quale sono aggiunti: scorza di mandarino (che gli conferisce il tipico colore arancio), semi di sesamo (in alcune ricette si preferisce il sesamo nero), semi di papavero, semi di canapa, alga nori tritata, pepe di Sichuan.
In alcune zone la canapa viene sostituita da zenzero o da aglio tritato.
Alcune ricette aggiungono colza, zenzero o liquirizia.